# Balmaceda chickeringi
Balmaceda chickeringi là một loài nhện trong họ Salticidae.
Loài này thuộc chi Balmaceda. Balmaceda chickeringi được Carl Friedrich Roewer miêu tả năm 1951.